# 手塚るみ子
手塚 るみ子（てづか るみこ、1964年4月30日 - ）は、プランニングプロデューサー、手塚プロダクション取締役、父は漫画家の手塚治虫、兄はヴィジュアリスト（映像作家）の手塚眞。夫は漫画家の桐木憲一。

## 人物・来歴
1964年、東京都練馬区で手塚治虫の長女（第2子）として生まれる。
成蹊小学校、成蹊中学・高等学校を経て、成蹊大学文学部文化学科を卒業、広告代理店・I&Sに入社し、イベントやセールスプロモーションの企画に携わる。父の没後に独立し、手塚作品をもとにしたイベントや展示を企画する。また、朝日放送（現・朝日放送グループホールディングス）が創立50周年記念のキャンペーンとして行った「ガラスの地球を救え」のプロデュースおよび関連ラジオ番組「Earth Dreaming〜ガラスの地球を救え〜」に携わり、パーソナリティも務めた。他に音楽レーベルのプロデュース、講演会、トークショーを行うなど、多方面で活動をしている。
1997年、33歳の時に肩にアトムのタトゥーを彫った。個性的なカットやテキスタイルの被服を好み、髪色も20年ほど緑色（るみ子曰く「屋久島の苔色」）にカラーリングしていた。
有名漫画家の子供（二世）たちによる交流会「二世会」を主宰している。
2017年10月、桐木憲一と婚姻届を提出した。

### 家族・親族
- 手塚光照 - 五世祖父
- 手塚良仙 - 高祖父
- 手塚太郎 - 曾祖父
- 手塚粲 - 祖父
- 手塚治虫 - 父
- 手塚悦子 - 母
- 手塚眞 - 兄
- 岡野玲子 - 義姉

## 出演番組
- Earth Dreaming〜ガラスの地球を救え〜（2000年 - 2012年、ABCラジオ）
- Dr.ピノコの森の冒険（2005年） - ユニコ 役

※2005年公開のアニメ映画『ブラック・ジャック ふたりの黒い医者』と同時上映された作品。声を担当。

## 著作物

### 著書
- 『オサムシに伝えて』（1994年、太田出版／2003年、光文社知恵の森文庫）
  - 『定本 オサムシに伝えて』（2017年2月、立東舎文庫） ISBN 978-4845629886

※2度目の文庫再刊にあたり一部改訂。また巻末には手塚治虫も足を運んだという文壇バーとして名高い「クラブ数寄屋橋」の園田静香との対談も収録。表紙イラストは桐木憲一による描きおろし
- 『こころにアトム』（1995年、カタログハウス） ISBN 978-4905943198
- 『ゲゲゲの娘、レレレの娘、らららの娘』（2010年2月、文藝春秋） ISBN 978-416372050-0
  - 『ゲゲゲの娘、レレレの娘、らららの娘』（2012年5月、文春文庫）、再刊にあたり「娘が選ぶ父の傑作漫画」三編も収録。

水木悦子・赤塚りえ子共著、※水木しげる・赤塚不二夫・手塚治虫の娘たちによるトーク集

### 関係著作物
- マコとルミとチイ - 手塚治虫が自分の家庭を題材にして描いた漫画作品。
- 横浜博覧会 - 博覧会のマスコットキャラクターについての仕事が父・治虫と行なった唯一のもの。
- ブラックジャック創作㊙話 - 連載第20話「ふたりのピノコ」、月刊少年チャンピオン、2013年､No.42掲載。単行本第5巻に収録（インタビュー取材に基づく手塚治虫との家庭での状況）。
- 週刊SPA（1995年4月19日） - グラビア「手塚るみ子　神様の娘であるということ」（頁3-7）。 宝塚市立手塚治虫記念館でブラック・ジャックとトリトンとリボンの騎士のコスプレ写真を掲載。
- 手塚家の日々 - 「本当にあった愉快な話」（竹書房）に夫・桐木憲一が2020年3月号より連載。日常エッセイ漫画。